# Regionalliga Bayern 2015-16
La temporada 2015-16 de la Regionalliga Bayern corresponde a la 16.ª edición de la Cuarta División de Alemania. La fase regular comenzó a disputarse el 16 de julio de 2015 y terminó el 23 de mayo de 2016.

## Sistema de competición
Participan en la Regionalliga Bayern 18 clubes que, siguiendo un calendario establecido por sorteo, se enfrentan entre sí en dos partidos, uno en terreno propio y otro en campo contrario. El ganador de cada partido tiene tres puntos, el empate otorga un punto y la derrota, cero puntos.
El torneo se disputa entre los meses de julio de 2015 y mayo del 2016. Al término de la temporada, el primero clasificado jugará un partido de Play-Off contra otro campeón de otra Regionalliga mediante sorteo y el ganador asciende a la 3. Liga de la próxima temporada. Los equipos que terminen en el puesto 15 y 16 jugarán un partido ida y vuelta por la permanencia contra otros dos equipos de la Oberliga Bayern, los dos últimos descenderán a la Oberliga.

## Clubes Participantes
| Club                    | Ciudad         | Estadio                          | Aforo  |
| ----------------------- | -------------- | -------------------------------- | ------ |
| 1. FC Schweinfurt 05    | Schweinfurt    | Willy-Sachs-Stadion              | 15.000 |
| FC Augsburg II          | Augsburg       | Rosenaustadion                   | 28.000 |
| FC Bayern Múnich II     | München        | Stadion an der Grünwalder Straße | 21.272 |
| FC Amberg               | Amberg         | Stadion am Schanzl               | 7.000  |
| FC Ingolstadt 04 II     | Ingolstadt     | BZA Süd-Ost                      | 11.418 |
| FC Memmingen            | Memmingen      | Memminger Arena                  | 7.000  |
| FC Nuremberg II         | Nürnberg       | Grundig-Stadion                  | 50.000 |
| FV Illertissen          | Illertissen    | Vöhlin-Stadion                   | 6.000  |
| SpVgg Greuther Fürth II | Fürth          | Trolli ARENA                     | 18.000 |
| SpVgg Bayreuth          | Bayreuth       | Hans-Walter-Wild-Stadion         | 21.500 |
| SpVgg Unterhaching      | Unterhaching   | Alpenbauer Sportpark             | 15.053 |
| SSV Jahn Regensburg     | Ratisbona      | Städtisches Jahnstadion          | 12.500 |
| SV Schalding-Heining    | Passau         | Sportanlage Reuthinger Weg       | 2.500  |
| Viktoria Aschaffenburg  | Aschaffenburgo | Stadion am Schönbusch            | 8.000  |
| SV Wacker Burghausen    | Burghausen     | Wacker-Arena                     | 10.200 |
| TSV 1860 Múnich II      | München        | Stadion an der Grünwalder Straße | 21.272 |
| TSV Buchbach            | Buchbach       | SMR-Arena                        | 3.000  |
| TSV Rain am Lech        | Rain am Lech   | Georg-Weber-Stadion              | 3.400  |

## Clasificación
- Actualizado el 7 de diciembre de 2015

|  |     | Equipo                 | PJ | PG | PE | PP | GF | GC | DG  | PTS |
|  | --- | ---------------------- | -- | -- | -- | -- | -- | -- | --- | --- |
|  | 1.  | Wacker Burghausen      | 21 | 12 | 5  | 4  | 37 | 19 | +18 | 41  |
|  | 2.  | Jahn Regensburg        | 21 | 12 | 4  | 5  | 41 | 27 | +14 | 40  |
|  | 3.  | Núremberg II           | 21 | 11 | 4  | 6  | 39 | 26 | +13 | 37  |
|  | 4.  | Unterhaching           | 21 | 9  | 6  | 6  | 32 | 18 | +14 | 33  |
|  | 5.  | Illertissen            | 20 | 9  | 6  | 5  | 30 | 25 | +5  | 33  |
|  | 6.  | Bayern Múnich II       | 20 | 8  | 8  | 4  | 35 | 22 | +13 | 32  |
|  | 7.  | Ingolstadt 04 II       | 20 | 7  | 9  | 4  | 33 | 23 | +10 | 30  |
|  | 8.  | 1860 Múnich II         | 21 | 7  | 6  | 8  | 28 | 24 | +4  | 27  |
|  | 9.  | Buchbach               | 21 | 7  | 6  | 8  | 32 | 36 | -4  | 27  |
|  | 10. | Amberg                 | 21 | 6  | 8  | 7  | 34 | 33 | +1  | 26  |
|  | 11. | Bayreuth               | 19 | 6  | 7  | 6  | 28 | 34 | -6  | 25  |
|  | 12. | Memmingen              | 20 | 7  | 4  | 10 | 31 | 39 | -8  | 25  |
|  | 13. | Greuther Fürth II      | 19 | 7  | 3  | 9  | 30 | 41 | -11 | 24  |
|  | 14. | Viktoria Aschaffenburg | 21 | 4  | 9  | 8  | 32 | 40 | -8  | 21  |
|  | 15. | Schalding-Heining      | 20 | 5  | 6  | 9  | 22 | 38 | -16 | 21  |
|  | 16. | Schweinfurt 05         | 21 | 4  | 8  | 9  | 26 | 36 | -10 | 20  |
|  | 17. | Rain am Lech           | 20 | 5  | 4  | 11 | 29 | 45 | -16 | 19  |
|  | 18. | Augsburgo II           | 20 | 3  | 7  | 10 | 27 | 40 | -13 | 16  |

| Leyenda |                                                           |
|         | Clasifica para el Play-Off de ascenso por 3. Liga 2016-17 |
|         | Promoción de descenso a Oberliga 2016-17                  |
|         | Desciende a Oberliga 2016-17                              |

## Cuadro de resultados
| Schweinfurt 05    | 2-4 | 1:1                                                  |     |     | 4:4 | 2:3 | 5:1 | 1:1 |     |      | 2:2 | 0:2 | 1:1 |       | 1:0 |     | 2:1  |             |      |                  |                       |     |        |     |     |     |     |     |     |     |     |     |     |     |      |                   |     |     |      |                        |     |     |     |     |     |     |     |     |     |     |     |     |     |     |     |     |     |  |      |                  |     |     |        |     |   |     |     |     |  |  |     |     |  |  |     |  |     |     |      |           |  |     |  |     |  |     |  |     |     |     |     |     |     |  |     |  |     |     |
| Augsburgo II      |     | 3 vs 2                                               | 1:4 | 2:2 |     |     | 2:2 |     | 0:1 | 4:1  |     |     | 0:0 | 1:2   |     | 3:3 | 0:1  |             | 2014 | Bayern Múnich II |                       |     | 4 vs 1 | 2:2 | 0:0 | 2:0 | 1:2 | 0:0 |     |     | 0:0 |     |     | 3:2 | 0:0  | 3:0               |     | 1:1 | 1908 | Amberg                 | 4:1 |     |     | 4-4 | 1:1 | 4:1 | 4:2 | 1:2 | 1:3 |     | 1:1 | 1:0 | 1:1 |     | 2:0 |     |     |  | 2013 | Ingolstadt 04 II | 1:1 | 4:0 | 2 vs 3 | 4-1 | - | 1:0 | 0:1 | 0:0 |  |  | 2:0 | 4:2 |  |  | 1:1 |  | 1:3 | 1:2 | 2003 | Memmingen |  | 3:1 |  | 1:3 |  | 2-2 |  | 4:1 | 3:2 | 3:1 | 3:0 | 1:2 | 1:1 |  | 2:0 |  | 1:1 | 0:5 |
| Núremberg II      | 0:1 | 2:0\|1-0\| 3-1\|5-2\|style="background:#D0E7FF"\|3:0 |     | 1:1 | -   | 2:1 |     |     | 0:2 | 2:0  | 5:0 |     | 2:2 |       | 3:1 | 0:2 | 2004 | Illertissen | 1-0  | 2:0              | 1:1\|1-3\| 4-3\|5-1\| | 4:1 | 1:0    | -   | 4:0 | 2:4 | 4-2 |     | 4:3 | 1:0 |     | 1:3 | 1:3 |     | 1956 | Greuther Fürth II | 2:1 | 4:0 | 3:2  | 2:2                    | 2:3 |     | 0:5 |     | 2-6 | 0:3 |     |     |     | 0:2 |     | 1:1 |     | 2:1 |     |     |     |  |      |                  |     |     |        |     |   |     |     |     |  |  |     |     |  |  |     |  |     |     |      |           |  |     |  |     |  |     |  |     |     |     |     |     |     |  |     |  |     |     |
| Bayreuth          | 2:2 |                                                      | 1:2 | 1:0 | 2:2 | 1:0 | 0:0 |     |     | 2014 | 0:7 | 3:4 | 5-1 |       | 0:9 |     |      |             |      |                  |                       |     |        |     |     |     |     |     |     |     |     |     |     |     |      |                   |     |     |      |                        |     |     |     |     |     |     |     |     |     |     |     |     |     |     |     |     |     |  |      |                  |     |     |        |     |   |     |     |     |  |  |     |     |  |  |     |  |     |     |      |           |  |     |  |     |  |     |  |     |     |     |     |     |     |  |     |  |     |     |
| Schalding-Heining |     | 1:5                                                  | 1:1 |     |     |     |     | 0:1 | 6:3 | 2:2  | -   | 5:3 | 1:4 |       | 1:5 | 4:0 | 0:0  | 0:2         | 1913 | Rain am Lech     | 2014                  | 1:3 | 2:4    |     |     |     |     | 2:2 | 4:3 |     |     | -   | 2:0 | 3:0 | 1:2  | 2:4               | 2:1 | 2:0 | 2013 | Viktoria Aschaffenburg | 2:0 | 3:3 | 0:2 | 1:1 | 3:3 |     |     |     | 4:9 | 2:2 |     |     | -   | 2:8 |     | 3:1 | 4:0 |  |      |                  |     |     |        |     |   |     |     |     |  |  |     |     |  |  |     |  |     |     |      |           |  |     |  |     |  |     |  |     |     |     |     |     |     |  |     |  |     |     |
| Wacker Burghausen | 2:1 | 7-1                                                  |     | 3:3 | 0:0 | 3:0 | 1:2 |     |     | 1:1  | 4:1 | 2:1 |     | -2020 | 4:8 | 3:2 |      | 1:0         | 2013 | 1860 Múnich II   |                       | 1:1 | 2:3    |     |     | 3:2 |     | 0:1 | 1:9 |     | 1:2 |     | 4:0 | 1:1 | -    | 0:1               | 0:1 |     |      |                        |     |     |     |     |     |     |     |     |     |     |     |     |     |     |     |     |     |  |      |                  |     |     |        |     |   |     |     |     |  |  |     |     |  |  |     |  |     |     |      |           |  |     |  |     |  |     |  |     |     |     |     |     |     |  |     |  |     |     |
| Buchbach          | 1:0 |                                                      | 3:2 | 1:1 | 3:2 | 1:1 | 2:4 |     |     | 1:2  | 0:2 | 4:0 |     | 0:1   |     | -   |      | 0:4         |      |                  |                       |     |        |     |     |     |     |     |     |     |     |     |     |     |      |                   |     |     |      |                        |     |     |     |     |     |     |     |     |     |     |     |     |     |     |     |     |     |  |      |                  |     |     |        |     |   |     |     |     |  |  |     |     |  |  |     |  |     |     |      |           |  |     |  |     |  |     |  |     |     |     |     |     |     |  |     |  |     |     |
| Jahn Regensburg   | 5:0 |                                                      | 1:1 | 4:3 | 0:2 |     |     |     | 5:0 | 1:1  |     |     | 3:2 | 3:2   |     | 3:1 | -    | 2:1         |      |                  |                       |     |        |     |     |     |     |     |     |     |     |     |     |     |      |                   |     |     |      |                        |     |     |     |     |     |     |     |     |     |     |     |     |     |     |     |     |     |  |      |                  |     |     |        |     |   |     |     |     |  |  |     |     |  |  |     |  |     |     |      |           |  |     |  |     |  |     |  |     |     |     |     |     |     |  |     |  |     |     |
| Unterhaching      | 1:0 | 2:0                                                  |     | 1:0 | 2:2 |     |     | 0:0 |     | 6:1  |     | 1:1 | 2:1 | 0:1   | 1:1 |     | 0:2  | -           |      |                  |                       |     |        |     |     |     |     |     |     |     |     |     |     |     |      |                   |     |     |      |                        |     |     |     |     |     |     |     |     |     |     |     |     |     |     |     |     |     |  |      |                  |     |     |        |     |   |     |     |     |  |  |     |     |  |  |     |  |     |     |      |           |  |     |  |     |  |     |  |     |     |     |     |     |     |  |     |  |     |     |

### Campeón
| Bandera del Estado Libre de Baviera                         |
| TBD ????? Título Clasifica a la eliminatoria por la 3. Liga |

## Eliminatorias de ascenso y descenso

### Partido por el ascenso
| mayo de 2016, 1-2 | Raimundo | rain 1x2 rosenheim         | rosenheim | TBD, rain                                     |                                               |
|                   | 135      | [1X2 RAIN CAMPEÃO Reporte] | 120       | Asistencia: VALE espectadores Árbitro(s): TEA | Asistencia: VALE espectadores Árbitro(s): TEA |

| mayo de 2016, --:-- | ROSENHEIM | 1-2           | CAL | TABU, TUBE                                       |                                                  |
|                     | 128       | [1X2 Reporte] | 118 | Asistencia: HUDSON espectadores Árbitro(s): THAT | Asistencia: HUDSON espectadores Árbitro(s): THAT |

### Play-Offs por el descenso

#### Semifinales
| junio de 2016, --:-- |  | vs. |  | TBD, TBD        |  |
|                      |  |     |  | Árbitro(s): TBD |  |

| junio de 2016, --:-- |  | vs. |  | TBD, TBD        |  |
|                      |  |     |  | Árbitro(s): TBD |  |

| junio de 2016, --:-- |  | vs. |  | TBD, TBD        |  |
|                      |  |     |  | Árbitro(s): TBD |  |

| junio de 2016, --:-- |  | vs. |  | TBD, TBD        |  |
|                      |  |     |  | Árbitro(s): TBD |  |

#### Final
| junio de 2016, --:-- | bayre | BAYREUTH 3X5 BUCHBACH | BUCHAS | TATENÇÃO, TUBE                                       |                                                      |
|                      | 142   | [3VS5 Reporte]        | 108    | Asistencia: DESPORTIVA espectadores Árbitro(s): FARE | Asistencia: DESPORTIVA espectadores Árbitro(s): FARE |

| junio de 2016, --:-- | BUCHBACH | 2X4           | RANO | TNT, TBM                                      |                                               |
|                      | 127      | [2X4 Reporte] | 104  | Asistencia: JÁJA espectadores Árbitro(s): RAT | Asistencia: JÁJA espectadores Árbitro(s): RAT |

## Goleadores
- Actualizado el 18 de junio de 2015

| Pos. | Jugador | Equipo | Goles | Partidos | Media | Penalti |
| ---- | ------- | ------ | ----- | -------- | ----- | ------- |
| 1°   | TBD     |        |       |          |       |         |
| 2°   | TBD     |        |       |          |       |         |
| 3°   | TBD     |        |       |          |       |         |
| 4°   | TBD     |        |       |          |       |         |
| 5°   | TBD     |        |       |          |       |         |
| 6°   | TBD     |        |       |          |       |         |
| 7°   | TBD     |        |       |          |       |         |
| 8°   | TBD     |        |       |          |       |         |
| 9°   | TBD     |        |       |          |       |         |
| 10°  | TBD     |        |       |          |       |         |